# Gmina Pleśna
Die Gmina Pleśna ist eine Landgemeinde im Powiat Tarnowski der Woiwodschaft Kleinpolen in Polen. Ihr Sitz ist das gleichnamige Dorf.

## Gliederung
Zur Landgemeinde (gmina wiejska) Pleśna gehören folgende 11 Dörfer mit einem Schulzenamt:
Dąbrówka Szczepanowska
Janowice
Lichwin
Lubinka
Łowczówek
Pleśna
Rzuchowa
Rychwałd
Szczepanowice
Świebodzin
Woźniczna

## Gemeindepartnerschaft
Seit 2022 besteht eine Gemeindepartnerschaft mit der hessischen Stadt Rödermark.